# Луїс де Бенавідес-Каррільо
Луї́с-Франсі́ско де Бенаві́дес-Каррі́льо-Толе́дський (ісп. Luis Francisco de Benavides Carrillo de Toledo; 20 вересня 1608 — 6 січня 1668) — іспанський державний і військовий діяч, генерал. 3-й маркіз Карасенський, 5-й маркіз Фромістський (з 1645), 3-й граф Пінтоський. Кавалер Ордену Сантьяго (1621). Губернатор Мілана (1648—1656), генерал-губернатор Іспанських Нідерландів (1659—1664). Голова верховної ради Фландрії (1668). Представник галісійського шляхетського роду Бенавідесів. Народився у Валенсії, Іспанія. Син Луїса де Бенавідеса-Кортеса ісп. (Luis de Benavides y Cortés), 4-го маркіза Фромістського, та Анни Каррільо-Толедської (ісп. Ana Carrillo de Toledo), 2-ї маркізи Карасенської. Обрав кар'єру військового. Брав участь у війнах Габсбурзької Іспанії в Італії та Фландрії (1629—1659). Здобув штурмом фортецю Казале-Монферрато (1652). Після поразки Хуана Австрійського-Молодшого в битві при Дюнах (1658) замістив його на посаді. В умовах хронічної нестачі коштів керував Нідерландами після укладання Піренейського миру. 1664 року призначений головнокомандувачем іспанської армії у війні проти Португалії, яка йшла невдало для іспанців. Розбитий португальцями у вирішальній битві при Монтеш-Кларуші (1665), внаслідок чого Іспанія була змушена визнати самостійність Португалії (1668). Після поразки звинувачений у зраді, потрапив у опалу короля. Відкидав звинувачення, посилаючись на слабкість армії, інтриги іспанського двору та недостатність фінансування. Помер від хвороби у Мадриді, Іспанія, у віці 59 років. Був одружений із Каталіною Понсе-Леонською (ісп. Catalina Ponce de León), від якої мав двох доньок: Анну-Антоніну та Марію. Володів великою бібліотекою, успадкованою від батька й розширеною за його життя. Книги з його колекції знаходяться в бібліотеці Саламанського універистету, бібліотеці Реал, фонді Лазаро Галдіана. 